# Alianza Seychellense
La Alianza Seychellense (en criollo seychellense: Lalyans Seselwa; en inglés: Seychellois Alliance) abreviado como LS o simplemente Lalyans (Alianza), es un partido político seychellense establecido en abril de 2015 bajo el liderazgo de Patrick Pillay. Numerosos dirigentes del entonces gobernante Partido Popular (PL) adhirieron a la Alianza antes de las elecciones presidenciales de 2015.
Como candidato del partido Pillay logró el 14,19% de los votos, el mejor resultado para un candidato no perteneciente ni al PL ni al opositor Partido Nacional de Seychelles (SNP), de Wavel Ramkalawan. Pillay apoyó a Ramkalawan en la segunda vuelta, en la que resultó derrotado por el presidente en ejercicio James Michel por solo 193 votos. LS pasó a integrar la Unión Democrática Seychellense (LDS), que obtuvo la victoria en las elecciones parlamentarias de 2016, arrebatando al oficialismo su mayoría absoluta en el legislativo por primera vez, y provocando la renuncia de Michel y su reemplazo por el vicepresidente Danny Faure. Pillay asumió entonces como presidente de la Asamblea Nacional de Seychelles.
En febrero de 2018, el partido abandonó la coalición, citando diferencias con la conducción. Sin embargo, numerosos dirigentes, como el Secretario General Ahmed Afif, permanecieron en la alianza de cara a las elecciones de 2020. Pillay fracasó en presentar su candidatura luego de que la Comisión Electoral declarara inválidos sus documentos por faltarle la cantidad de requerida de 500 avales de electores registrados, y declaró su apoyo al presidente Danny Faure, aunque LS logró presentar tres postulantes a la Asamblea Nacional. Ramkalawan fue elegido presidente en primera vuelta, con Afif como compañero de fórmula, y los tres candidatos de la Alianza obtuvieron solo el 0,11% de los votos en los comicios parlamentarios.